# 石橋知博
石橋 知博（いしばし ともひろ、1975年〈昭和50年〉3月28日 - ）は、株式会社ウェザーニューズの代表取締役社長執行役員。父は同社創業者の石橋博良。既婚。愛称は「バシ」。

## 略歴
- 1980年（昭和55年）12月 - 父である石橋博良が、オーシャンルーツ米国本社国際マーケティング及び商品開発担当副社長就任により、家族で渡米する。この間アメリカ生活を送り、アメリカのパブリックスクールに通う。（ - 1982年）。[1]
- 1998年（平成10年）3月 - 中央大学理工学部情報工学科卒業[2]。
- 1998年（平成10年）4月 - 日本ヒューレット・パッカード株式会社に入社[2]。
- 2000年（平成12年）10月 - 株式会社ウェザーニューズに入社。営業本部配属[2]。
- 2003年（平成15年）8月 - MOBILEサービスグループリーダー就任[2]。
- 2006年（平成18年）12月 - 個人向けサービス事業の分社化に伴い、株式会社ウィズステーションの取締役に就任[2]。
- 2007年（平成19年）11月 - 株式会社ウィズステーション代表取締役就任[2]。
- 2008年（平成20年）8月 - 株式会社ウェザーニューズ取締役に就任。個人向け事業(BtoS市場)の統括主責任者[2]。
- 2009年（平成21年）10月5日 - SOLiVE24の番組「weathernews LiVE」に出演（月曜日から金曜日担当）。
- 2012年（平成24年）1月6日 - 役員補充を目的でアメリカ・ニューヨークへ渡米することに伴い、この日を持って「weathernews LiVE」から降板することを2012年1月2日未明に放送された『SOLiVE ミッドナイト』「バシライブ2.4」で発言した[注 2]。
- 2016年（平成28年）8月 - 株式会社ウェザーニューズ執行役員（モバイル・インターネット気象事業主責任者）就任[3]。
- 2017年（平成29年）7月 - 日本に帰国。
- 2020年（令和2年）8月 - 株式会社ウェザーニューズ常務取締役に就任[4]。業務担当に広報主責任者が追加。
- 2021年（令和3年）7月 - 株式会社ウェザーニューズ取締役常務執行役員に就任[3]。業務担当に経営企画主責任者が追加。
- 2022年（令和4年）7月 - 株式会社ウェザーニューズ取締役専務執行役員に就任[5]、業務担当に気候テック事業主責任者が追加。
- 2023年（令和5年）6月 - 株式会社ウェザーニューズ取締役副社長執行役員に就任[6]。
- 2024年（令和6年）6月 - 株式会社ウェザーニューズ代表取締役社長執行役員に就任[7]。

## 人物
- ウェザーニューズの番組やイベントに出演する際には「バシ」と名乗っている。
- 幼少期は「ともちゃん」と呼ばれていたが（SOLiVEミッドナイトにて森田清輝取締役の発言）体裁を嫌ってか少年期からのニックネーム[注 3]をそのまま今日まで使い、ほぼ出演時はテロップも「バシ」と表記されていた[注 4]。
- キックボクシングのプロライセンスを持ち、日本ヒューレット・パッカード社員時代には社会人キックボクサーとして活動していたが、日本タイトルマッチで敗退。仕事を含め一度リセットしようとして、父であるウェザーニューズ創業者・石橋博良に相談した。その際に専らBtoBの企業であったウェザーニューズが、個人向け事業に参入しようとしていると聞く。それまで気象には全く興味がなかったが「タダの天気予報があるのに、どうやって個人向け事業をやるのか?」と興味が湧き、これをきっかけにウェザーニューズに入社した。
- ウェザーニューズ入社当初は営業職として働いていたが、NTTドコモのiアプリの仕事を手掛け成功を収める。これにより正式に個人向け事業を行うモバイルチームが出来ることになり、そのリーダーに就任。当初は机一つの数人の部署だった。
- ウェザーニュースLiVE総合演出プロデューサーの村田泰謁によると、石橋も村田も気象会社で育っていない中途入社のため社内で浮いており、今ひとつ仕事に身が入らなかったが、休憩スペースで知り合い世間話をするうちに意気投合し、村田も上記のiアプリのデザインを担当した事からモバイルチーム設立に参加する事になった。以後は二人三脚でモバイル・動画・映像配信の事業を手掛けることになる。
- 動画事業開始当初は人手がなかった事もあり、天気の原稿書きや番組の前説、欠員の補充での出演など何でもこなしていた。人員補充を会社に依頼するものの、各部署で持て余している窓際の人材しか来なかったり、モバイルチームへの異動を打診しても号泣して断られたり苦労が多かったが、この時期にモバイルチームに入ったメンバーには後にプロデューサー・セールスグループリーダーとなる根来武志や10分天気予報を開発して社長表彰を受けた丹羽祐久など、後に活躍するメンバーもいた。
- 上記の根来武志は、別部署在籍時に石橋の事を「ジュニアねぇわ」と陰口を叩いていたが、後に石橋に番組でネタにされている。その他、多忙ななか食事をしながら部下の相談に乗ったり、一度は退職しても復帰を認めるなど、鷹揚で面倒見の良いエピソードがある。
- スティーブ・ジョブスに凝っていた時期があり、自称「千葉のジョブズ」[8]。ジョブスのスタンフォード大学でのスピーチ「Stay hungry, stay foolish」に感化され、独自に解釈した「バカであれタフであれ」を基準にモバイルチームのメンバーを選んでいた時期がある。
- IT系のガジェットやサービスに強い興味があり、新サービス等が出ると自身で試す事が多い。たとえばニューヨーク赴任時代、「Double 2」という二輪走行の遠隔操作マシンを「バシロボ」と名付け、当時のSOLiVE24の各番組に参加していた事がある。また社内を走行して社員にわざと衝突するイタズラをしたり、研修や会議に参加したりしていた。下記のポッドキャスト番組・ウェザーニュースNGでもメタバースやClubhouseを用いて実験的な配信を試みた事もある。最近ではSNSのBeRealを試しており、それを知った戸北美月キャスターに番組内で「アンテナが凄いですね最先端の」と驚かれていた。
- 上記の村田と担当しているポッドキャスト番組・ウェザーニュースNGでは、話の流れで普段の様子が語られる事がある。以下はその例。
  - 幼少期をアメリカで過ごした帰国子女のため英語に堪能で、ビジネスシーンでも通訳なしでコミュニケーションが可能なレベル。逆に日本語の語彙には微妙な点があり、村田からネタにされている。
  - 正式な場以外では服装はラフで、Tシャツやスニーカーで通している。
  - 家庭内では寡黙で余り喋らない。家事は食器洗いやゴミ出しを担当。また自分の洗濯物は自身で洗濯している。
  - 猫アレルギーである。
  - 餅が好物で家庭では良く食べている。業務中は多忙なため食事は牛丼店やファストフード、ファミリーレストランや町中華などで摂る事が多い。また会社での昼食は自分で買ってくるコンビニのサンドイッチで済ましている。飲酒もするが種類や銘柄には余りこだわらず、普段は缶のハイボールを飲んでいる。
  - ウェザーニューズの社風でもあるが、杓子定規な礼儀作法や上下関係は好まず、自身も番組内で「お酌するとか自分もダメだから」と語っている。社内でも肩書で呼んだり呼ばせたりする事はなく、外国人スタッフは敬称なしの「バシ」と呼んでいる。ウェザーニュースLiVEのキャスターに加入時期による上下関係が出来ないように、敬語の廃止を検討していた事もある。
  - 移動はニューヨーク赴任時代には飛行機は基本的にエコノミークラスを利用。国内出張時にも同行した営業社員が何故か指定を取らず自由席で行く事になっても、特に不満を述べることもなく、逆に番組内でネタにしていた。村田から「なんで役員が自由席で出張してるの」と突っ込まれても、「別に自由席でもいいんですよ」と語っていた。また普段は自身で運転してマイカー通勤しており、村田を家まで送ることが多い。
  - ジョブスに凝っていた経緯からパソコン・スマートフォンはアップル製品を愛用。iPhoneは今も新機種が出る度に買い替えている。
  - バンダイナムコアミューズメントとウェザーニュースLiVEのコラボでクレーンゲーム用ぬいぐるみが登場した際には、話の種にと自身でゲームセンターに出向き、自腹数千円を投入して入手した。その際に側で見ていたギャラリーから「役員でも貰えないんですねと言われた」とネタにしていた。
  - 元プロのキックボクサーだった事もあり格闘技に造詣が深く、番組でも井上尚弥や那須川天心の試合解説や、歴代の名選手を語る事がある。また現役時代の古いヘルスメーターを今でも愛用している。
  - 社内では菓子やアイスを社員やキャスターに配ってコミュニケーションを取る事がある。

## 現在の出演番組
- ウェザーニュースNG
  - ウェザーニュースLiVEのプロデューサー、村田泰謁と担当しているポッドキャスト番組。
  - 会社としてのウェザーニューズ・ウェザーニュースLiVEとは非公式としている。
- バシライブ2.4
  - 元日の深夜に約2時間24分実施される特別番組。タイトルは（24時間放送の）SOLiVE24の1/10という意味だったが、2023年の回からは約1時間強程度に短縮されている。石橋本人が「前回の再生数を上回る限り存続」と公言。2024年は元日に能登半島地震が発生したため、1月30日に延期された。

## 過去の出演番組
SOLiVE24
- weathernews LiVE（月 - 金曜、2009年10月5日 - 2012年1月6日）
  - 1度だけ『SOLiVE イブニング』に出演した経験がある。出演日などの詳細は同番組を参照されたい。
  - また、番組の中で、生前の元会長で父の石橋博良をゲストとして呼ぶ形で親子共演を果たしている。
- 『SOLiVE スター』（1年に数回放送、出演）

その他
- 田村淳のBUSINESS BASIC「安心・安全ビジネス最前線」（BSテレ東、2019年9月1日, 9月8日, 9月15日）
- ノバセルpresentsマーケティング進化論（文化放送、2023年7月18日）